# Bulozi (Stari Grad Sarajevo, BiH)
Bulozi su naseljeno mjesto u općini Stari Grad Sarajevo, Federacija BiH, BiH.

## Stanovništvo
Nacionalni sastav stanovništva 1991. godine, bio je sljedeći:
ukupno: 278
- Srbi - 263
- Muslimani - 3
- Hrvati - 2
- Jugoslaveni - 6
- ostali, neopredijeljeni i nepoznato - 4